# Karl Wöhrle
Karl Wöhrle (* 3. November 1861 in Linz; † 2. November 1918 ebenda) war ein österreichischer Politiker (DNP) und Bäcker. Er war von 1909 bis 1915 Abgeordneter zum Oberösterreichischen Landtag.

## Leben
Wöhrle war ab 1887 als Bäcker in Linz aktiv, wobei er die väterliche Bäckerei übernahm. Er war verheiratet und Vater von 6 Kindern. 
Wöhrle war Präsident des Gewerbeförderungsinstituts und übernahm 1902 das Amt des Obmanns der Gewerbesektion der Handelskammer. Er engagierte sich zudem als Präsident des Zentralverbands der Kreditorganisationen der Alpenländer und war ab 1909 Präsident der Handwerkerausstellung in Linz.
Wöhrle vertrat die Deutsch-nationale Partei zwischen dem 23. Dezember 1902 und dem 19. Dezember 1908 sowie zwischen dem 21. September 1909 und 1915 als Landtagsabgeordneter für die Handels- und Gewerbekammer im Oberösterreichischen Landtag. Er war zudem von 1904 bis 1918 Gemeinderat in Linz.